# Check (betalningsmedel)

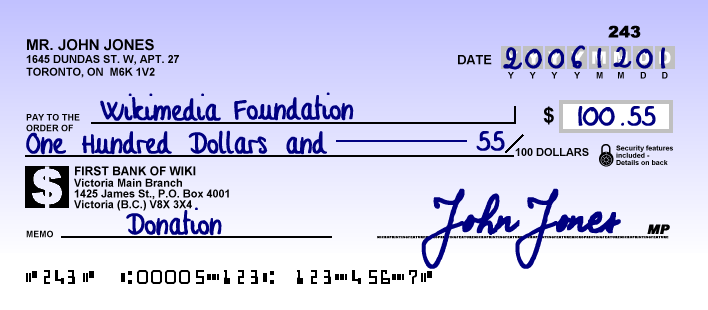
En kanadensisk check.

En check är ett standardiserat löpande skuldebrev, och ett betalningsmedel. Oftast utfärdas dessa färdigtryckta i häften av en bank. Checken bär stora likheter med växeln. Formkraven på en check är att den:
1. innehåller ordet check;
2. innebär en omedelbar förpliktelse att betala visst belopp;
3. innehåller information om den betalande banken: trassatbanken;
4. innehåller information om vilken stad den är utställd i (en följd av checkrätten);
5. innehåller information om vilket datum den är utställd;
6. innehåller information om vilket datum då den ska betalas: honoreras;
7. innehåller information om vem som har ställt ut den: trassenten.

## Utfärdande av checkar

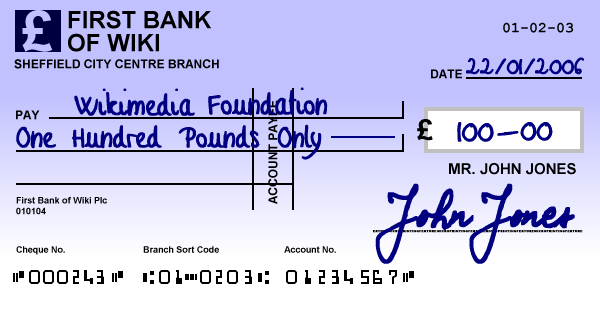
En brittisk check.

Vid betalning med check skriver den som undertecknar checken ut summan som ska betalas till en angiven person eller angivet företag. Betalningssumman skrivs ut både med siffror och bokstäver, och checken måste signeras med namnteckning och datum innan mottagaren kan lösa in den. I de flesta fall skriver man också ut namnen på mottagaren så att ingen annan kan lösa in checken. Enligt den svenska checklagen ska checken lösas in inom 20 dagar från det att den signerades, många banker accepterar dock inlösen senare än denna tid.
För att en check ska kunna honoreras, krävs att trassenten har tillgängliga medel på sitt konto. Eftersom det kan förflyta en lång tid mellan utställandet av checken och inlösandet av den, kan checken skyddas av mottagaren.
Flera banker erbjuder, i samband med att kunden får tillgång till checkar, också ett visst belopp som kunden kan överdra kontot med, om det saknas medel på kontot. Sådan kredit kallas för checkkredit.
En check som har skrivits ut av betalaren utan att denne har fyllt i något belopp, kallas blancocheck. Det innebär att mottagaren av checken själv kan fylla i det belopp som banken skall betala vid inlösen.

## Användning av checkar i Europa
I Sverige används checkar mycket sällan. Många svenska banker har slutat att utfärda checkar, och de banker som gör det tar vanligen ut en avgift, reglerna om checkar finns i checklagen som är från 1932. I Finland utfärdas inga checkar till privatpersoner sedan 1993. I Frankrike är checkar ett betydligt vanligare betalningsmedel. År 2004 utfördes 29 procent av alla betalningar i Frankrike med check, att jämföra med övriga EU där den genomsnittliga användningen är 11 procent. Dessa siffror har minskat sedan 2004. Även i Storbritannien och i Irland är checkar relativt vanligt förekommande. Checkar är dock på nedgång i hela Europa.

## Användning av checkar i Amerika
I USA har traditionellt checkar varit väldigt mycket förekommande. Checkar används för betalning av räkningar, för utbetalande av löner, för butiksinköp och annat. När svenskar skickade postgiroblanketter till banken för att betala räkningar, skickade amerikanerna checkar till betalningsmottagaren. År 2001 utfärdades 70 miljarder checkar i USA (över 200 per invånare). Checkar minskar dock och elektroniska system för till exempel betalning av räkningar ökar.
I Kanada är också checkar vida utbrett, men användningen minskar mer än i USA.